# Tivali Minsk
Tivali Minsk byl hokejový klub z Minsku, který hrával ke konci Běloruskou hokejovou ligu. Klub byl založen roku 1946 a zanikl roku 2001. Následník klubu je HC Dynamo Minsk.

## Bývalé názvy
- 1993–2001: Tivali Minsk
- 1977–1993: Dynamo Minsk
- 1966–1977: Torpedo Minsk
- 1965–1966: Vimpel Minsk
- 1964–1965: Trud Minsk
- 1958–1964: Krasnoye Zmania Minsk
- 1956–1958: Burevestnik Minsk
- 1946–1956: Torpedo Minsk